# هنر ویدئویی

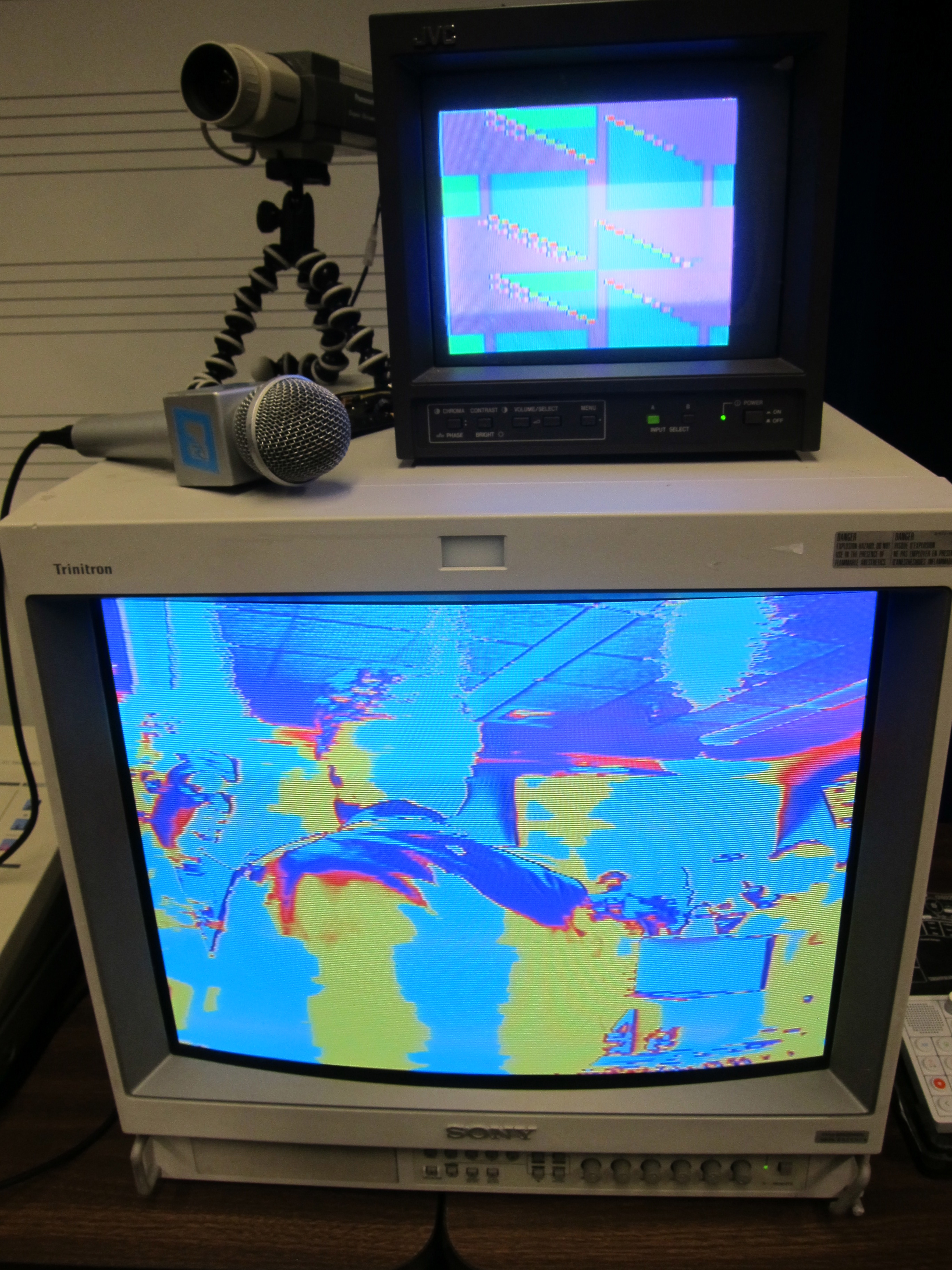
ویدیو آرت

ویدئو آرت یا هنر ویدئویی (به انگلیسی: Video Art) شامل داده‌های صوتی وتصویری است که ذخیره‌سازی و پخش Projection و باز خورد اطلاعات در آن بسیار گوناگون است. این داده‌ها در بسیاری از موارد در زمان متوقف شده، تسریع شده یا به عقب برگردانده شده در زمان واقعی "بی‌درنگ" یا زمانی مجهول معنا می‌یابند. مکان و محیط ارائه اثر و نیز گاه عمل تماشاگر - در حقیقت شرکت‌کننده - و بازخورد داده‌های حاصل از این تقابل نیز وجوه دیگر آثار ویدئویی هستند.
ویدئو آرت قواعد سینما حتی سینمای تجربی را نیز به رسمیت نمی‌شناسد. چرا که ممکن است آشکارا فاقد روایت، دیالوگ و طرح باشد. در دایرهٔ تنگ برنامه سازی‌های تلویزیونی هم نمی‌گنجد. هر چند از رسانهٔ تلویزیون امکانات ایستگاه‌های تلویزیونی و حتی جعبهٔ تلویزیون به مثابه یک حجم استفاده می‌کند. ویدئو آرت همانگونه که در مرز میان تجدید، مفهوم، زمان و اجرا زندگی می‌کند، هنرهای عکاسی دیجیتال، سینمایی، اجرایی و خلاصه تمامی رسانه‌های نوین را به خدمت می‌گیرد. و این همه یک دستاورد بزرگ دارد:آزادی بی‌حد وحصر هنرمند، ویدئو گاه به تعاریف و باز تعاریف سیاست، جنسیت، هویت‌های فردی و فرهنگی از طریق روایت‌های خطی و غیرخطی نوین می‌پردازد و گاه یکسره به مثابه شعری چند وجهی عمل می‌کند. گاه به بدن هنرمندو اجرای اومی‌پردازد و گاه به تماشاگر، حضور او واکنش‌های فیزیکی او.»
دوربین

## تعریف ویدئو
«از نظر آیرا کینگز برگ، ویدئو، ریشهٔ لاتینی دارد و به معنی دیدن است. اما تعریف این واژه در روزگار ما طیفی از سیستم‌ها و دستگاه‌های الکترونیکی، فرمت‌های متفاوت ضبط و پخش تصویر و صدا، نوعی رسانه و شکلی از هنر را شامل می‌شود. در حقیقت، ویدئو رسانه‌ای است که ریشه در بسیاری ازابداعات تکنولوژیک دارد که البته سیل عظیم رویدادهای فرهنگی، سیاسی و هنری قرن بیستم را دربرمی‌گیرد.
از نظر فنی خاستگاه ویدئو را باید در تکمیل سیستم‌های صوتی، تصویری جستجو کرد که مبنای دیجیتال (دودویی یا ۰ و ۱) دارند.
فیلم، رسانه‌ای آنالوگ است که فریم به فریم دنیای سه‌بعدی روبه‌روی لنز دوربین را به سطحی دوبعدی تبدیل می‌کند. این تبدیل با بازی نور بر سطح امولوسیون ایجاد می‌شود اما در مورد ویدئو، کامپیوتر و تلویزیون مسئله فرق می‌کند: صفرها و یک‌ها هستند که واقعیت را می‌سازند اگر که بتوان به آن نام واقعیت داد.»

## تاریخچه
«در روز چهاردهم اکتبر سال ۱۹۶۶ - این همان زمانی است که رابرت راشنبرگ با همکاری یک مهندس الکترونیک به نام بیلی کلوور مجموعه (نه بعد از ظهر: تئاتر و مهندسی) را در زراد خانه نهم در نیویورک به اجرا درآورد ـ طلیعه ظهور رسانه جدید رقم زده شده‌است. Experiments in Art and Technology این برنامه نیز به نوبه خود درسال بعد به تأسیس سازمانی تحت عنوان (تجربه‌ها در هنر و فناوری) منتهی گردید که راشنبرگ و همکار مهندسش راهبری آن را بر عهده داشتند.»
«تا پیش ازدهه ۶۰ حتی تا اواسط این دهه دوربین‌های گران‌قیمت تصویربرداری تنها در اختیار ایستگاه‌های تلویزیونی قرار داشت اما در ۱۹۶۵، شرکت sony وسیله‌ای قابل حمل ساخت که به جای نوارهای ۲ اینچی که درسیستم تلویزیونی استفاده می‌شد، نوارهای ۱/۲ اینچی استفاده می‌کرد. قیمت این وسیله با ابداع شیوه‌هایی برای تولید ارزان‌تر به سرعت پایین آمد و در دسترس همگان قرار گرفت. به این ترتیب ویدئو امکان تولید تصاویر متحرک را همچون تحفه‌ای برای طبقهٔ متوسط به ارمغان آورد.
«نام جون پایک نیز از ۱۹۵۹ تلویزیون را به یکی از عناصر اصلی آثارش تبدیل کرد، او و یکی از دوستان مهندسش ماه‌ها وقت صرف کردند تا نخستین نمایشگاه هنر تلویزیون را در گالری پارناس در وپرتال آلمان در ۱۹۶۳ ترتیب دهند. نمایشگاه از ۱۳ دستگاه تلویزیون تشکیل شده بود که تصویر عمداً‌از شکل افتاده‌ای را پخش می‌کردند. شیوهٔ کار در حقیقت دستکاری تصاویر تلویزیون از طریق تغییر مدارهای الکتریکی دستگاه‌ها بود و اولین دستکاری Manipulation در آثار ویدئویی محسوب می‌شد.
در آمریکا دلبستگی به نوار ویدئو و تکنولوژی وابسته به آن به گسترش تجربه گری با ابزارهای تکنولوژیک بسیار کمک کرد. غیر از سینتی سایزری Synthesizer که او و همکارش ساختند، هم‌زمان توسعهٔ سخت‌افزاری و نرم‌افزاری کامپیوتر و تکنولوژی‌های وابسته به آن ویدئو آرت را به حیطهٔ هنرهای دیجیتال وارد کرد. پیش از دوران کامپیوتر نیز آثار هنری با استفاده از موج نگار Oscilloscope الکترونیک به وجود آمده بود و اکنون درک کامپیوتر به عنوان ابزاری تازه در هنر چندان عجیب نمی‌نمود.
جان ویتنی که یکی از شناخته‌ترین تجربه گرایان دههٔ نخستین پیدایش ویدئو است، درزمینهٔ تولید انیمیشن‌هایی با نقوش تجریری با استفاده از رسانهٔ دیجیتال و آنالوگ تلاش بسیار کرد.
اد امشویلر هنرمند دیگری بود که امکانات دستگاه Scanimate را به خدمت گرفت و ویدئوهایی خلق کرد که هم‌زمان واقعه‌ای Real-Time را حفظ کرده بودند و هم آثار انیمیشن محسوب می‌شوند.»
«یکی دیگر از اولین هنرمندانی که وارد عرصه ویدئو شد شیکگو کوبوتا Shiqeko Kubota همسر پایک است. کوبوتا (متولد ۱۹۷۳) علایق شدیدش به فضا و محیط رادر ویدئو در هم آمیخت. او در اوایل ۱۹۶۸ از بازی معروف شطرنج مارسل دوشان و جان کیج عکاسی کرد. تصاویر را به نوار ویدئو منتقل نموده و با شیوه‌های دستکاری الکترونیکی آن‌ها را تغییر داد و نوار ویدئویی Duchampiana: Chess (۱۹۶۸–۷۵) را ساخت از آن پس آثار رندانه‌ای دوشان، الهام بخش چندین کارکوبوتا شد.
اما پدیدهٔ مهم ویدئو آرت انگلستان دیوید هال David Hall متولد ۱۹۳۷ بود که کارهای اولیه اش از دهه ۱۹۷۰ هم چون آثار پایک کیفیات تندیس وار دستگاه تلویزیون را باز می‌تاباند. کیفیاتی که در یکی از آثارش به نام (۷ قطعه تلویزیونی-۱۹۷۱) آشکار است. اگرچه مشخصات فورمالیستی در آثارش همواره به چشم آمده‌است، اما نمی‌توان او را تنها یک فورمالیست دانست. او به شکلی ویژه درگیر ویدئو اینستالیشن‌هایی بود که بیننده را نه به عنوان یک تماشاچی صرف  بلکه به عنوان همکار و شرکت‌کننده در اثر معرفی می کند.»
«هنر اجرا و ویدئو در آغاز دههُ هشتاد به منزلهٔ منادیان دورانی تازه ستوده شدند، دورانی که در آن این اشکال نقش اجتماعی و زیباشناسی مهمی ایفا کرده‌اند دست اندرکاران باور داشتند که هنرهای بصری با استفاده از رسانه‌های تجربی وابستگی دیرینهٔ خود به مادیت اشیا را تکان خواهد داد و مستقیم تر از پیش با تماشاگران پیوند خواهد خورد.»
«اما یکی از امکاناتی که ویدئو آرت همراه با پیشرفت‌های تکنیکی دردهه ۱۹۷۰ به آن دست یافت تکنیک‌های مراقبت Surverillance Techniques و استفاده از تماشاگر به مثابه بخشی از اثر هنری است در این گونه آثار دوربین به سمت تماشاگران برگردانده می‌شود خواه تماشاگر آگاه بدان باشد یا نه. منتقدان شوهای اخیر (تلویزیون ـواقعیت) بر فروپاشی مرزهای میان حیطهٔ عمومی و خصوصی در این گونه برنامه‌ها تاسف می‌خورند. ویتو اکونچیvito Acconi (متولد ۱۹۲۰) بر همان سؤال یک فیلم ویدئویی تحت عنوان (۱۹۷۳) Theme Song بر مبنای نمایش دوربین مخفی تهیه کرد او در این فیلم بروی زمین دراز کشیده و در نمایی بسیار نزدیک از بیننده‌های ناشناس درخواست می‌کند که در صفحه تصویر به او ملحق شوند، سپس پیوسته تکرار می‌کند؛ (من شما را به درون خود فرا می‌خوانم) مسئله مهم برای او این بود که بیهودگی امکان پخش و ارائه معاشقه‌ای واقعی را در تلویزیون به رخ بکشد و حقیقت را در تلویزیون دست نیافتنی معرفی کند همان‌طور که حیطهٔ خصوصی را در تلویزیون بی معنا می‌دانست.
یکی دیگر از هنرمندان مطرح که در دهه ۱۹۷۰ فعالیتی جدی و تأثیرگذار داشته‌است گری هیل Gary Hill (متولد ۱۹۵۱) است او بیش از دیگران درگیر روایت و محدودیت‌های زبان در روایت است هیل از ۱۹۷۳ سعی در تشریح رابطه بغرنج میان کلمات و تصاویر داشته‌ است. نخستین اثر او در ۱۹۳۷ به نام Hols in the Wall ساخته شد. او علاقه خود به مجسمه‌سازی را با رسانه الکترونیکی پیوند زد.»
«"بیل ویولا" Bill Viola (متولد ۱۹۵۱) یکی از مهم‌ترین هنرمندان عرصه ویدئو است. او متولد آمریکا است وهنگامی که در دانشگاه Cyracuse در نیویورک تحصیل می‌کرد به رسانهٔ جدید علاقه‌مند شد. اولین اثرش Wild Houses در ۱۹۷۲ ساخته شده و از ۱۹۸۰ با نقاش و استاد ذن Dien Tanaka کارکرده‌است. کشف هویت و روایتی فردی از طریق نشانه‌ها و تصاویری عمیقاً شاعرانه محصول چند دهه کار مداوم او هستند.»
«اما از میان هنرمندان بزرگ ویدئو اینستالیشن آمریکایی دردههٔ ۸۰ به بلوغ رسیده‌اند تونی اورسلر همواره چهره‌ای یگانه بوده‌است درحالی که ویولا به نوشته‌های کهن و رازآمیز شرقی علاقه‌مند است و هیل به کارکردهای زبانی اورسلر مصالح کارش را در فرهنگ عامهٔ پیرامون خویش خصوصاً تلویزیون می‌یابد وسایل صحنه، عروسک‌های ثابت اورسلر مصالح کارش را درفرهنگ عامهٔ پیرامون خویش خصوصاً تلویزیون می‌یابد وسایل صحنه عروسک‌های ثابت، خراش‌های صوتی ناشی از صداهای برهم‌گذاری شده و تصاویر چهرهٔ بازیگردانی که تاکنون برهمه اشیایی پخش شده‌اند، دنیای تئاتری او را تشکیل می‌دهند. شوخ‌طبعی یکی از خصوصیات اوست که او را از ویولا و هیل متمایز می‌کند.»
«با آغاز دههٔ ۹۰ عصر طلایی ویدئو نیز آغاز شد در این دهه هنرمندان بسیاری مشغول تولید آثار اینستالیشن متعامل محیطی و اجرایی با استفاده از تکنولوژی ویدئو بودند. گسترش شبکه جهانی اینترنت و افزایش توانایی کامپیوترهای خانگی در تولید آثار چند رسانه‌ای نیز ویدئو را به هنر دیجیتال هزارهٔ جدید پیوند زد.»
«یک گروه تخصصی ویدئو که در دهه ۹۰ فعالیت چشم‌گیری داشت و از نمونه‌های ارزشمند هنر ایتالیا به‌شمار می‌رود گروهی است به نام کارگاه آبی Studio Azzurro متشکل از بازیگران و عوامل فنی. کارگاه آبی (محیطی حساس) را می‌آفریند. یکی از ساخته‌های آنان، به نام کورس Chorus (۱۹۹۶) تماشاگر به یک فضای تاریک وارد شده و در آنجا از او دعوت می‌شود تا بروی یک فرش بزرگ قدم بزند. روی این فرش تصاویری از پیکره‌ها نیمه برهنه تعدادی زن و مرد به گونه‌ای نمایش داده می‌شوند که گویی آن‌ها در لابه لای نمد گرفتار آمده‌اند هم چنان‌که تماشاگر در داخل گالری و در واقع بر روی تصاویر مردان و زنان قدم می‌زند تصاویر به خشم آمده و فریاد می‌زنند گام‌های بازدید کنندگان با عکس العمل اشخاص به تصویر درآمده، مواجه شده و در نتیجه صدای نجوای آنان بلند، پیکرشان به حرکت درآمده و سرود رنج خود را سر می‌دهند.»

### هنر ویدئویی معاصر ایران
«در سال‌های ۱۹۶۰ (اوایل سال‌های ۱۳۴۰ خورشیدی) که ویدئو در حکم هنر در مجامع هنری به دنبال جایی برای خود بود، سینما و تصاویر متحرک بیش از نیم قرن بود که در اذهان مردم جایگاهی محکم و آشنا داشت. ورود نخستین دوربین فیلمبرداری به ایران به سال۱۲۸۰، تقریباً هم‌زمان با اروپا و آمریکا و ساخت نخستین فیلم‌های سینمایی در ایران به سال ۱۳۰۹ روی داد. تلویزیون نیز با کمی اختلاف زمانی با غرب، بین سال های ۱۳۳۰ تا ۱۳۴۰ در ایران جای خود را در خانه‌های مردم یافت. اما ویدئو در اواخر دهه ۱۳۵۰ به خانه‌های ایرانی راه پیدا کرد، و محدودیت‌هایی در حمل و نگهداری ویدئو و ویدئو کاست در دوره‌ای پس از انقلاب و سال‌های جنگ با عراق می‌توانند عاملی در تأخیر رواج این رشته هنری در ایران به حساب آید. در سال‌های بعد، با بازتر شدن نسبی فضای سیاسی، کاهش فشارهای اقتصادی و آسان تر شدن ورود کتاب و مجله هنری به ایران در کسب و افزایش اطلاعات در زمینه‌های مختلف هنری به همراه داشت. بدون شک، ارتباط از طریق شبکه‌های جهانی، اینترنت و ماهواره و استفاده روزمره آن‌ها در همه زمینه‌ها از جمله هنری تأثیرات خود را به جا گذاشت.
از آنجا که ویدئو بیش از هر رسانه هنری دیگری وابسته به وضعیت رایج پیشرفت تکنولوژی یا استفاده از آن است، نسل جدید هنرمندان ایرانی پس از آشنایی و کسب تجربه استفاده از این رسانه را آغاز کرد. چنانچه نخستین جوایز بین‌المللی هنر ویدئویی ایران در سال‌های دهه ۱۳۸۰ دریافت شود.
ویدئو آرت در ایران هنری نوپا است و بسیاری از هنرمندان ایرانی که در این شاخه فعالند، فعالیت هنری خود را با رسانه‌های دیگر آغاز کرده‌اند و پس از دوره نقاشی، عکاسی، یا فیلم‌سازی حرفه‌ای به این رسانه روی آورده‌اند، گرچه امروز بسیاری از هنرمندان جوان از همان دوران دانشجویی این رسانه را برمی‌گزینند. امکانات بیانی نا محدود، قدرت تأثیر شگرف بر مخاطب و مناسب بودن هزینه‌های تولید، از عوامل رواج این رسانه در تولید هنری است. حاصل کار نیز می‌تواند تقریباً در هر جایی به نمایش در آید، از گالری‌های خصوصی گرفته تا کارگاه‌ها یا خانه‌های هنرمندان.
بنابراین رواج این رسانه در بین هنرمندان ایرانی و تکنیک‌های استفاده از آن کما بیش با جهان همساز است، اما محتوی طرح شده می‌تواند از بسیاری جهات ممتاز باشد. گر چه کشوری را نمی‌توان یافت که موقعیت منحصر به‌ فردی نداشته باشد، اما تلاش جامعه ایرانی امروز برای‌گذار از سنت به مدرنیته همراه با حفظ باورهای قدیمی و ارزش‌های سنتی به هنر معاصر این کشور خصلتی متمایز می‌بخشد.»